# ستيوارت الكسندر (رجل أعمال)
ستيوارت الكسندر (بالإنجليزية: Stuart Alexander)‏ هو شخصية أعمال أمريكي، ولد في 22 مارس 1961 في سان ليندرو في الولايات المتحدة، وتوفي في 27 ديسمبر 2005 في San Quentin, California ‏ في الولايات المتحدة بسبب انصمام رئوي.